# 조윤영 (국악인)
조윤영(1987년 11월 19일 ~ )은 대한민국의 국악연주가이다. 현재 퓨전국악그룹 여랑의 멤버이자 리더이며 해금 연주를 맡고 있다. 추계예술대학교 국악과를 졸업했다. 한국현대미술연구소 홍보대사로 활약 중이며 서울삼청동 아카스페이스 기획전 ‘한국미술 반짝이는 별들’에 작품을 출품했다. 국악 얼짱으로 알려져 있다.

## 출신 학교
- 국악예술고등학교 졸업
- 추계예술대학교 국악과 학사

## 수상, 공연
- 전북대학교 국악대회 금상
- 목원대학교 국악대회 동상
- 추계 여성 콩쿠르 장려상
- 독일 프랑크푸르트 IMEX 초청 공연
- 말레이시아 쿠알라룸푸르 한국인 기업 KNB 초청공연
- 태국 공중파 국영방송 BBTV CH7 한국특집 프로그램 출연 그 외 등등..

## 방송 경력
- 무한지대 큐 “국악계 소녀시대”
- M.NET 그는 당신에게 반하지 않았다. (국악얼짱)
- TVN 러브스위치
- MBC 방방곡곡 해피 트레인
- KBS JOY 김구라의 쇼크라테스 (미인대회 출신편)
- KBS 일대백 (퓨전국악 여랑)
- Olive show TV “패션분석”